# Паданка
Паданка — река в России, протекает по Подпорожскому району Ленинградской области.

## Общие сведения
Исток — Чикозеро севернее Винниц. Течёт на юго-восток и через 2,5 км впадает с правого берега в Шокшу в 9.3 км от устья последней. Площадь водосборного бассейна 335 км².

## Бассейн
- Легмозеро
- Оёзеро
- Каргинское
- Кодозеро
- Кекозеро (исток Пётки)
- Яймозеро
- Гонгозеро
- Чикозеро (исток Паданки и вытекает Пурнручей)

## Данные водного реестра
По данным государственного водного реестра России относится к Балтийскому бассейновому округу, водохозяйственный участок реки — Свирь, речной подбассейн реки — Свирь (включая реки бассейна Онежского озера). Относится к речному бассейну реки Нева (включая бассейны рек Онежского и Ладожского озера).
Код объекта в государственном водном реестре — 01040100812102000013031.